# Teleportacja
Teleportacja (z gr. τῆλε, tele "odległy" i łac. portare "nosić") – hipotetyczny w skali makroskopowej proces przenoszenia obiektów z jednego miejsca w inne, bez zachowania ciągłości istnienia obiektu w przestrzeni. Słowo teleportacja zostało po raz pierwszy użyte prawdopodobnie przez Charlesa Forta.
Przy obecnym stanie nauki i techniki mówi się jedynie o teleportacji kwantowej, dotyczącej:
- jedynie stanów cząstek elementarnych i oznacza przesłanie stanu kwantowego cząstki A do odległej cząstki B. Proces wiąże się ze zniszczeniem stanu kwantowego A ;
- pierwszej teleportacji kwantowej dokonano poprzez przesłanie stanu polaryzacji pomiędzy dwoma fotonami (Anton Zeilinger i współpracownicy, Nature 11 grudnia 1997). Nature z roku 2004 poinformowało, że naukowcom z USA i Austrii udało się teleportować stany kwantowe pomiędzy dwoma atomami.
- teleportacja kwantowa nie jest procesem natychmiastowym. Nawet w najprostszym przypadku jest niemożliwa bez klasycznego przekazu (np. światłowodem) informacji. Zatem proces ten nie może zachodzić z prędkością większą od prędkości światła w próżni.

Teleportacja obiektów makroskopowych należy nadal do dziedziny s-f i paranauki.

## Teleportacja w mitach pop-kultury
Rzekomym przypadkiem teleportacji, który opisywała prasa sensacyjna lat 40. XX wieku w USA i który do dziś budzi duże zainteresowanie, był eksperyment filadelfijski, jaki miał mieć miejsce 28 listopada 1943 r. Świat nauki jednak nigdy nie potwierdził oficjalnie tego zdarzenia i funkcjonuje ono jako mit pseudonaukowy.

## Teleportacja w fantastyce naukowej
Teleportacja jest bardzo popularnym motywem fantastyki naukowej, gdzie występują urządzenia jak międzygwiezdne teleportery, zwłaszcza tak zwanej hard science-fiction. Występowała między innymi w twórczości Stanisława Lema (np. w utworze "Człowiek z Marsa"), Harry'ego Harrisona (w utworze Krok od Ziemi) oraz w serii Star Trek (Transporter).
Autorzy SF w swych wyobrażeniach o teleportacji mówią o użyciu fal radiowych, lokalnego zakrzywienia czasoprzestrzeni (wormhole), czy też o rzeczywistej teleportacji na poziomie kwantowym, itp. Proces miałby polegać na zakodowaniu informacji o obiekcie, przesłaniu samej informacji do miejsca odbioru i odtworzeniu obiektu z materii lub energii tam dostępnej.
Z teleportacją związany jest często inny popularny motyw SF – podróżowanie w czasie.
Teleportacja jest również często przedstawiana w grach komputerowych o tematyce science fiction (gdzie zasada działania jest wyjaśniana naukowo na podstawie wiedzy z czasów przyszłych w świecie przedstawionym gry) oraz o tematyce fantasy (gdzie zwykle jest przejawem działania magii). Najbardziej znanymi grami poruszającymi tematykę teleportacji jest gra Portal i jej sequel Portal 2, stworzone przez Valve Corporation.

### Teleporter międzygwiezdny
Teleporter międzygwiezdny albo międzygwiazdowy – hipotetyczna technologia występująca w fantastyce naukowej, głównie w tzw. space operach, umożliwiająca teleportację osób lub obiektów pomiędzy układami planetarnymi lub galaktykami.
Technologia ta pojawia się w wielu dziełach literackich i filmowych takich jak Kontakt czy Gwiezdne wrota, oraz grach komputerowych jak Mass Effect, i oparta jest na różnych koncepcjach, m.in. na tunelu czasoprzestrzennym lub innych sposobach manipulacji czasoprzestrzenią oraz na teleportacji kwantowej; pojawiają się także przykłady oparte na psionice.
Aktualnie nie istnieje prawdziwa technologia, która by umożliwiała teleportację międzygwiezdną, jednak współcześnie znane prawa fizyki nie wykluczają możliwości powstania takiej maszyny. Główną barierą przy tworzeniu teleporterów opartych na tunelach czasoprzestrzennych jest zdobycie egzotycznej materii lub innego źródła ujemnego zakrzywienia czasoprzestrzeni. W przypadku teleportacji kwantowej i podobnych rozwiązań prędkość podróży międzygwiezdnej byłaby ograniczona prędkością światła w próżni, przez co podróż nadal zajmowałaby wiele lat, a w przypadku podróżowania między galaktykami setki tysięcy lat lub wielokrotnie więcej.

## Patenty
W 2006 roku Urząd Patentów i Znaków Towarowych Stanów Zjednoczonych przyznał patent na "System teleportujący całe ciało" rzekomo będący generatorem tuneli czasoprzestrzennych.